# Magnúss saga lagabœtis

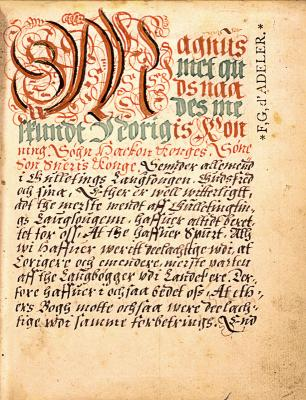
Fragment de la saga Magnúss lagabœtis.

Magnúss saga lagabœtis (la Saga de Magnus Lagabøte  c'est-à-dire le Législateur) est une ancienne saga royale nordique qui relate la vie et la règne du roi Magnus VI de Norvège. Seuls quelques fragments en ont été conservés.

## Le texte
La saga été composée par l'historien islandais Sturla Thórðarson. Sturla était en Norvège en 1278, et il est assuré qu'il commence la rédaction à la demande du roi Magnus lui-même. Ce dernier lui avait précédemment demandé d'écrire la saga de son propre père Haakon IV la Hákonar saga Hákonarsonar. Nous avons quelques indications que la saga se poursuit jusqu'à la mort du roi Magnus ce qui signifie que Sturla la termine en Islande entre la mort du roi Magnus VI en 1280 et son propre décès en 1284.
Seule une page du parchemin manuscrit du XIVe siècle est préservée de nos jours. Toutefois plusieurs passages ont été recopiés dans les « Annales d'Islande », et nous sont parvenus par ce biais. Les petits fragments que nous avons montrent un aperçu d'un style narratif réaliste, écrit dans un ordre chronologique strict, qui rappelle le travail de Sturla dans Hákonar saga Hákonarsonar. On ignore si le récit commence avec l'accession au trône de 
Magnus après la mort de son père en continuité avec la Hákonar saga Hákonarsonar, ou bien s'il débute avec la naissance de Magnus car le début de la saga n'a pas été conservé.
Magnúss saga lagabœtis est la dernière saga royale à avoir été composée et le roi Magnus est le dernier souveraine norvégien dont la saga a été écrite..